# Megastethodon papuanus
Megastethodon papuanus är en insektsart som beskrevs av Schmidt 1927. Megastethodon papuanus ingår i släktet Megastethodon och familjen spottstritar. Inga underarter finns listade i Catalogue of Life.